# AMD Dragon
AMD Dragon — платформа, що складається з продуктів рівня «для ентузіастів» від AMD. Прийшла на зміну AMD Spider у першому кварталі 2009 року.
До платформи ввійшли процесор AMD Phenom II X4, побудований за нормами 45 нм техпроцесу, відеокарти лінійки Radeon HD 4800, а також чипсети з лінії AMD 700.
Девіз платформи — «поєднуючи технологію з силою» (англ. Fusing technology with strength).